# Zhou Haodong
Zhou Haodong (chinesisch 周昊东 / 周昊东, Pinyin Zhōu Hàodōng; * 20. Februar 1998 in Ningbo) ist ein chinesischer Badmintonspieler.

## Karriere
Zhou Haodong siegte 2018 bei den Lingshui China Masters und bei den French Open. 2023 war er beim Spain Masters erfolgreich, 2024 beim Ruichang China Masters.

## Erfolge

### World University Games
Herrendoppel
| Jahr | Ort                                               | Partner   | Gegner                | Endstand     | Ergebnis |
| ---- | ------------------------------------------------- | --------- | --------------------- | ------------ | -------- |
| 2021 | Shuangliu Sports Centre Gymnasium, Chengdu, China | He Jiting | Ren Xiangyu Tan Qiang | 21–23, 16–21 | Silber   |

### Juniorenweltmeisterschaften
Herrendoppel
| Jahr | Ort                                                 | Partner      | Gegner                     | Endstand            | Ergebnis |
| ---- | --------------------------------------------------- | ------------ | -------------------------- | ------------------- | -------- |
| 2015 | Centro de Alto Rendimiento de la Videna, Lima, Peru | Han Chengkai | Joel Eipe Frederik Søgaard | 21–18, 17–21, 20–22 | Bronze   |
| 2016 | Bilbao Arena, Bilbao, Spanien                       | Han Chengkai | Lee Hong-sub Lim Su-min    | 21–17, 21–14        | Gold     |

Mixed
| Jahr | Ort                           | Partner    | Gegner           | Endstand     | Ergebnis |
| ---- | ----------------------------- | ---------- | ---------------- | ------------ | -------- |
| 2016 | Bilbao Arena, Bilbao, Spanien | Hu Yuxiang | He Jiting Du Yue | 13–21, 15–21 | Silber   |

### Juniorenasienmeisterschaften
Herrendoppel
| Jahr | Ort                                              | Partner      | Gegner                | Endstand            | Ergebnis |
| ---- | ------------------------------------------------ | ------------ | --------------------- | ------------------- | -------- |
| 2015 | CPB Badminton Training Center, Bangkok, Thailand | Han Chengkai | He Jiting Zheng Siwei | 19–21, 21–18, 18–21 | Silber   |
| 2016 | CPB Badminton Training Center, Bangkok, Thailand | Han Chengkai | He Jiting Tan Qiang   | 21–12, 21–17        | Gold     |

Mixed
| Jahr | Ort                                              | Partner    | Gegner           | Endstand     | Ergebnis |
| ---- | ------------------------------------------------ | ---------- | ---------------- | ------------ | -------- |
| 2016 | CPB Badminton Training Center, Bangkok, Thailand | Hu Yuxiang | He Jiting Du Yue | 14–21, 12–21 | Bronze   |

### BWF World Tour
Herrendoppel
| Jahr | Wettbewerb                  | Level      | Partner      | Gegner                                         | Endstand            | Ergebnis |
| ---- | --------------------------- | ---------- | ------------ | ---------------------------------------------- | ------------------- | -------- |
| 2018 | Lingshui China Masters      | Super 100  | Han Chengkai | Di Zijian Wang Chang                           | 19–21, 21–17, 21–16 | Sieger   |
| 2018 | China Open                  | Super 1000 | Han Chengkai | Kim Astrup Anders Skaarup Rasmussen            | 13–21, 21–17, 14–21 | Finalist |
| 2018 | French Open                 | Super 750  | Han Chengkai | Markus Fernaldi Gideon Kevin Sanjaya Sukamuljo | 23–21, 8–21, 21–17  | Sieger   |
| 2022 | Vietnam Open                | Super 100  | He Jiting    | Ren Xiangyu Tan Qiang                          | 21–17, 18–21, 8–21  | Finalist |
| 2022 | Indonesia Masters Super 100 | Super 100  | He Jiting    | Rahmat Hidayat Pramudya Kusumawardana          | 18–21, 19–21        | Finalist |
| 2023 | Indonesian Masters          | Super 500  | He Jiting    | Leo Rolly Carnando Daniel Marthin              | 17–21, 16–21        | Finalist |
| 2023 | Spain Masters               | Super 300  | He Jiting    | Lee Fang-chih Lee Fang-jen                     | 21–5, 21–12         | Sieger   |
| 2024 | Ruichang China Masters      | Super 100  | Tan Qiang    | Chiang Chien-wei Wu Hsuan-yi                   | 21–18, 21–15        | Sieger   |

### BWF Grand Prix
Herrendoppel
| Jahr | Wettbewerb         | Partner      | Gegner                               | Endstand     | Ergebnis |
| ---- | ------------------ | ------------ | ------------------------------------ | ------------ | -------- |
| 2016 | Indonesian Masters | Han Chengkai | Wahyu Nayaka Kevin Sanjaya Sukamuljo | 16–21, 18–21 | Finalist |

### BWF International Challenge/Series
Mixed
| Jahr | Wettbewerb          | Partner   | Gegner             | Endstand            | Ergebnis |
| ---- | ------------------- | --------- | ------------------ | ------------------- | -------- |
| 2016 | China International | Jia Yifan | Wang Sijie Chen Lu | 18–21, 21–18, 17–21 | Finalist |